# Run-D.M.C.
Run-D.M.C.는 미국의 힙합 그룹이다. 멤버로는 Rev. Run, D.M.C., Jam Master Jay이다. 이 그룹은 미국힙합계에서 가장 영향력있는 그룹이었으며, 2004년 롤링 스톤지에서 선정한 '가장 위대한 뮤지션'에서 48위에 올랐다.
2009년 로큰롤 명예의 전당에 헌액되었다.

## 디스코그래피
- Run-D.M.C. (1984)
- King of Rock (1985)
- Raising Hell (1986)
- Tougher Than Leather (1988)
- Back from Hell (1990)
- Down with the King (1993)
- Crown Royal (2001)